# RusLeaks.com
RusLeaks.com — анонимный платный сайт-справочник по базам конфиденциальной информации граждан РФ, существовавший с сентября 2011 года.
Разработчики проекта заявляют, что безопасность посетителей сайта для них является прерогративой, поэтому трафик шифруется, а программно-аппаратный комплекс физически находится в Швеции (на этой площадке изначально размещался проект WikiLeaks).
Для поиска на сайте вводится в ФИО или номер паспорта.
По заявлению авторов сайта, все базы, по которым ведётся поиск, уже давно были выложены в Интернет, они лишь создали удобную поисковую систему, которая их индексирует.
3 октября 2011 года Роскомнадзор подал иск о закрытии сайта.
Для доступа к информации создатели сайта просили купить ключ доступа, стоимостью 5 $ на один день или 50 $ на месяц. Оплата производилась через такие платёжные системы, как Perfect Money и Liberty Reserve. При этом утверждалось, что бесплатный доступ будет предоставляться «известным правозащитникам, антикоррупционерам и заинтересованным журналистам».
В настоящее время (сентябрь 2013) сайт не работает, по запросу главной страницы открывается реклама, не имеющая отношения к проекту. Зеркало в сети I2P не открывается с середины 2012 года 